# I Just Called to Say I Love You
"I Just Called to Say I Love You" là một bài hát của nghệ sĩ thu âm người Mỹ Stevie Wonder nằm trong album nhạc phim của bộ phim năm 1984 The Woman in Red. Nó được phát hành như là đĩa đơn đầu tiên trích từ album vào ngày 1 tháng 8 năm 1984 bởi Motown Records. Bài hát được viết lời và sản xuất bởi Wonder, và ông cũng tham gia sáng tác cho hầu hết những bài hát từ album nhạc phim. "I Just Called to Say I Love You" là một bản pop và R&B ballad mang nội dung đề cập đến một cuộc gọi của một chàng trai cho một cô gái quan trọng của cuộc đời anh, trong đó anh chàng thể hiện tình cảm của bản thân thông qua những thông điệp đơn giản nhưng ý nghĩa về tình yêu của bản thân đối với cô. Tuy nhiên, nó đã vấp phải một cuộc tranh chấp giữa Wonder, cộng tác viên trước đây của nam ca sĩ Lee Garrett và Lloyd Chiate về việc ai là người thực sự đã viết bài hát. Chiate tuyên bố trong vụ kiện rằng ông và Garrett đã viết tác phẩm nhiều năm trước khi được phát hành chính thực, tuy nhiên bồi thẩm đoàn đã đưa ra phán quyết cuối cùng với phần thắng nghiêng về phía Wonder.
Sau khi phát hành, "I Just Called to Say I Love You" nhận được những phản ứng tích cực từ các nhà phê bình âm nhạc, trong đó họ đánh giá cao chất giọng tình cảm của Wonder, quá trình sản xuất cũng như thông điệp truyền tải về tình yêu của nó. Ngoài ra, bài hát còn gặt hái nhiều giải thưởng và đề cử tại những lễ trao giải lớn, bao gồm chiến thắng giải Quả cầu vàng và Oscar cho Bài hát gốc xuất sắc nhất cũng như ba đề cử giải Grammy cho Bài hát của năm, Trình diễn giọng pop nam xuất sắc nhất và Trình diễn nhạc khí pop xuất sắc nhất tại lễ trao giải thường niên lần thứ 27. "I Just Called to Say I Love You" cũng tiếp nhận những thành công ngoài sức tưởng tượng về mặt thương mại với việc đứng đầu các bảng xếp hạng ở hơn 17 quốc gia trên toàn cầu, bao gồm những thị trường lớn như Úc, Áo, Bỉ, Canada, Đan Mạch, Pháp, Đức, Ireland, Ý, Na Uy, Tây Ban Nha, Thụy Điển, Thụy Sĩ và Vương quốc Anh. Tại Hoa Kỳ, nó đạt vị trí số một trên bảng xếp hạng Billboard Hot 100 trong ba tuần liên tiếp, trở thành đĩa đơn quán quân thứ tám của Wonder tại đây.
Video ca nhạc cho "I Just Called to Say I Love You" được đạo diễn bởi Daniel Kleinman, trong đó bao gồm những cảnh Wonder trình diễn bài hát khi đang nghe điện thoại bên cạnh cây đàn dương cầm. Để quảng bá bài hát, nam ca sĩ đã trình diễn nó trên nhiều chương trình truyền hình và lễ trao giải lớn, bao gồm The Des O'Connor Show, Top of the Pops và Wogan, cũng như trong nhiều chuyến lưu diễn của ông. Được ghi nhận là bài hát trứ danh trong sự nghiệp của Wonder, "I Just Called to Say I Love You" đã được hát lại và sử dụng làm nhạc mẫu bởi nhiều nghệ sĩ, như Diana Ross, Richard Clayderman, Andrea Bocelli và Barry Manilow, cũng như xuất hiện trong nhiều tác phẩm điện ảnh và truyền hình, bao gồm The Cosby Show, Cracker, Desmond's và Murder in Suburbia. Ngoài ra, nó còn nằm trong nhiều album tuyển tập của Wonder, như Song Review: A Greatest Hits Collection (1996), At the Close of a Century (1999), The Definitive Collection (2002) và The Complete Stevie Wonder (2005). Tính đến nay, nó đã bán được hơn 6 triệu bản trên toàn cầu, trở thành một trong những đĩa đơn bán chạy nhất mọi thời đại.

## Danh sách bài hát
Đĩa 7"
1. "I Just Called to Say I Love You" – 4:16
2. "I Just Called to Say I Love You" (không lời) – 4:16

## Xếp hạng
| Bảng xếp hạng (1984)                     | Vị trí cao nhất |
| ---------------------------------------- | --------------- |
| Úc (Kent Music Report)                   | 1               |
| Áo (Ö3 Austria Top 40)                   | 1               |
| Bỉ (Ultratop 50 Flanders)                | 1               |
| Canada (RPM)                             | 1               |
| Canada Adult Contemporary (RPM)          | 1               |
| Đan Mạch (IFPI)                          | 1               |
| Châu Âu (European Hot 100 Singles)       | 1               |
| Phần Lan (Suomen virallinen lista)       | 1               |
| Pháp (SNEP)                              | 1               |
| Đức (Official German Charts)             | 1               |
| Hy Lạp (IFPI)                            | 1               |
| Ireland (IRMA)                           | 1               |
| Ý (FIMI)                                 | 1               |
| Hà Lan (Dutch Top 40)                    | 1               |
| Hà Lan (Single Top 100)                  | 1               |
| New Zealand (Recorded Music NZ)          | 1               |
| Na Uy (VG-lista)                         | 1               |
| Bồ Đào Nha (IFPI)                        | 1               |
| Nam Phi (Springbok Radio)                | 1               |
| Tây Ban Nha (AFYVE)                      | 1               |
| Thụy Điển (Sverigetopplistan)            | 1               |
| Thụy Sĩ (Schweizer Hitparade)            | 1               |
| Anh Quốc (OCC)                           | 1               |
| Hoa Kỳ Billboard Hot 100                 | 1               |
| Hoa Kỳ Adult Contemporary (Billboard)    | 1               |
| Hoa Kỳ Hot R&B/Hip-Hop Songs (Billboard) | 1               |

| Bảng xếp hạng (1984)                 | Vị trí |
| ------------------------------------ | ------ |
| Australia (Kent Music Report)        | 6      |
| Austria (Ö3 Austria Top 40)          | 9      |
| Belgium (Ultratop 50 Flanders)       | 1      |
| Canada (RPM)                         | 1      |
| Denmark (IFPI)                       | 2      |
| France (SNEP)                        | 9      |
| Germany (Official German Charts)     | 6      |
| Italy (FIMI)                         | 1      |
| Netherlands (Dutch Top 40)           | 1      |
| Netherlands (Single Top 100)         | 4      |
| New Zealand (Recorded Music NZ)      | 2      |
| Switzerland (Schweizer Hitparade)    | 11     |
| UK Singles (Official Charts Company) | 2      |
| US Billboard Hot 100                 | 25     |
| US Adult Contemporary (Billboard)    | 12     |
| US Hot R&B/Hip-Hop Songs (Billboard) | 23     |
| Bảng xếp hạng (1985)                 | Vị trí |
| Australia (Kent Music Report)        | 63     |

| Bảng xếp hạng (1980-89)              | Vị trí |
| ------------------------------------ | ------ |
| Australia (Kent Music Report)        | 5      |
| Netherlands (Dutch Top 40)           | 4      |
| UK Singles (Official Charts Company) | 3      |

| Bảng xếp hạng                        | Vị trí |
| ------------------------------------ | ------ |
| UK Singles (Official Charts Company) | 29     |
| US Billboard Hot 100                 | 370    |

## Chứng nhận
| Quốc gia | Chứng nhận  | Số đơn vị/doanh số chứng nhận |
| --- | ----------- | ----------------------------- |
| Canada (Music Canada) | 3× Bạch kim | 300.000^                      |
| Pháp (SNEP) | Vàng        | 926,000                       |
| Đức (BVMI) | Vàng        | 500.000^                      |
| Hà Lan (NVPI) | Bạch kim    | 100.000^                      |
| New Zealand (RMNZ) | Vàng        | 10.000*                       |
| Anh Quốc (BPI) | Bạch kim    | 1,874,225                     |
| Hoa Kỳ (RIAA) | Vàng        | 1.000.000^                    |
| * Chứng nhận dựa theo doanh số tiêu thụ. ^ Chứng nhận dựa theo doanh số nhập hàng. ‡ Chứng nhận dựa theo doanh số tiêu thụ và phát trực tuyến. |             |                               |